# Psychotria subscandens
Psychotria subscandens är en måreväxtart som beskrevs av Johannes Müller Argoviensis. Psychotria subscandens ingår i släktet Psychotria och familjen måreväxter. Inga underarter finns listade i Catalogue of Life.